# Podgorica, Dobrepolje
Podgorica este o localitate din comuna Dobrepolje, Slovenia, cu o populație de 71 de locuitori.